# Elezione del Presidente della Commissione di Difesa Nazionale del Comitato Popolare Centrale in Corea del Nord del 1977
L'elezione della Commissione di Difesa Nazionale del Comitato Popolare Centrale della Repubblica Popolare Democratica di Corea del 1977 avvenne il 16 dicembre ad opera della VI Assemblea Popolare Suprema. Kim Il-sung e O Jin-u furono rieletti per la seconda volta, rispettivamente, Presidente e Vicepresidente.